# هال فلم ميكر
هال فيلم ميكر (株式会社ハルフィルムメーカー Kabushiki gaisha Haru Firumu Mēkā) هي شركة يابانية متخصصة في صناعة الأنمي، تأسست في أغسطس 1999. مشكلة من طرف توؤيه أنميشن.
هال فيلم ميكر تملك شركتها الخاصة، TYO المحدودة.، والتي صارت تابعة لشركة الأنمي يوميتا. هال فيلم ميكر توقفت في يوليو 2009. دمجت شركة يوميتا وهال فيلم ميكر وغيرت اسمها إلى TYO Animations.

## الأعمال

### مسلسلات تلفيزيونية
| العنوان                           | المدراء                     | تاريخ البداية  | تاريخ النهاية      | الحلقات | الملاحظات |
| --------------------------------- | --------------------------- | -------------- | ------------------ | ------- | --- |
| Saber Marionette J                | Masami Shimoda              | 01 أكتوبر 1996 | 25 مايو 19997      | 25      | Original work. |
| Saber Marionette J to X           | Masami Shimoda              | 6 أكتوبر 1998  | 30 مايو 1999       | 26      | Sequel to Saber Marionette J Again.                                                                                         |
| الأولاد يكونون...                 | Masami Shimoda              | 11 أبريل 2000  | 04 يونيو 2000      | 13      | Adaptation of the مانغا series by Masahiro Itabashi.                                                                        |
| الحماة الأبطال                    | جونيتشي ساتو                | 11 يونيو 2000  | 26 سيبتمبر 2000    | 13      | Original work. |
| Prétear                           | Junichi Sato                | 4 أبريل 2001   | 27 يونيو 2001      | 13      | Adaptation of the manga series by Junichi Sato.                                                                             |
| Princess Tutu                     | Junichi Sato, Shogo Koumoto | 16 أغسطس 2002  | 23 ماي 2003        | 26      | An original work created by Ikuko Itoh.                                                                                     |
| Uta Kata                          | كيجي جوتو                   | 3 أكتوبر 2004  | 18 ديسمبر 2004     | 12      | Co-produced with بانداي البصرية المحدودة.                                                                                   |
| Bludgeoning Angel Dokuro-Chan     | Tsutomu Mizushima           | 12 مارس 2005   | 10 سيبتمبر 2005    | 4       | Adaptation of the رواية خفيفة series by Masaki Okayu.                                                                       |
| Fushigiboshi no Futagohime        | Junichi Sato                | 2 أبريل 2005   | 25 مارس 2005       | 51      | Original work. |
| نغم (مانغا)                       | Junichi Sato                | 5 أكتوبر 2005  | 28 ديسمبر 2005     | 13      | Adaptation of the manga series by كوزوي أمانو.                                                                              |
| Fushigiboshi no Futagohime Gyu!   | Junichi Sato                | 1 أبريل 2006   | 31 مارس 2007       | 52      | Sequel to Fushigiboshi no Futagohime.                                                                                       |
| نغم (مانغا)                       | Junichi Sato                | April 2, 2006  | September 26, 2006 | 26      | The second season of Aria.                                                                                                  |
| The Good Witch of the West        | Katsuichi Nakayama          | April 7, 2006  | 30 يونيو 2006      | 16      | Adaptation of novels by Noriko Ogiwara.                                                                                     |
| Ōban Star-Racers                  | N/A                         | 5 يونيو 2006   | 11 ديسمبر 2006     | 26      | A French/Japanese anime series created by Savin Yeatman-Eiffel. Co-produced with Sav! The World Productions and Pumpkin 3D. |
| Bludgeoning Angel Dokuro-chan 2   | Tsutomu Mizushima           | 11 أغسطس 2007  | 10 نوفمبر 2007     | 2       | Sequel to Bludgeoning Angel Dokuro-Chan.                                                                                    |
| Night Wizard the Animation ‏       | Yūsuke Yamamoto             | 2 أكتوبر 2007  | 25 ديسمبر 2007     | 13      | Based on the Night Wizard! role-playing game ‏, designed by Takeshi Kikuchi and FarEast Amusement Research.                  |
| Sketchbook ~full color's~ ‏        | يوشيماسا هيرايكي            | 2 أكتوبر 2007  | 25 ديسمبر 2007     | 13      | Adaptation the manga series of by Totan Kobako.                                                                             |
| نغم (مانغا)                       | Junichi Sato                | 8 يناير 2008   | 31 مارس 2008       | 13      | The third season of Aria.                                                                                                   |
| Someday's Dreamers: Summer Skies ‏ | أوسامو كوباياشي             | 2 يونيو 2008   | 24 سيبتمبر 2008    | 12      | Adaptation of the manga series by Norie Yamada.                                                                             |
| Kemeko Deluxe!                    | Tsutomu Mizushima           | 4 أكتوبر 2008  | 20 ديسمبر 2008     | 12      | Adaptation of the manga series by Masakazu Iwasaki.                                                                         |
| سكيب بيت                          | كييوكو ساياما               | 5 أكتوبر 2008  | 29 مارس 2009       | 25      | Adaptation of the shōjo manga by Yoshiki Nakamura.                                                                          |
| B Gata H Kei                      | Yūsuke Yamamoto             | 2 أبريل 2008   | 18 يونيو 2010      | 12      | Adaptation of مانغا يونكوما manga series by Yōko Sanri.                                                                     |

### أعمال أخرى
| العنوان                  | المدراء             | تاريخ الإصدار                 | الحلقات | الملاحظات                                                                                 |
| ------------------------ | ------------------- | ----------------------------- | ------- | ----------------------------------------------------------------------------------------- |
| 3 × 3 عيون               | Kazuhisa Takenouchi | 25 يونيو 1995–25 يونيو 1996   | 3       | Adaptation of the 3×3 Eyes manga by يوزو تاكادا.                                          |
| Saber Marionette J Again | Masami Shimoda      | 11 نوفمبر 1997–25 يونيو 1998  | 6       | Sequel to Saber Marionette J.                                                             |
| Macross Dynamite 7       | Tetsurō Amino       | 18 ديسمبر 1997–25 أغسطس 1998  | 4       |                                                                                           |
| Angel Sanctuary          | كييوكو ساياما       | 25 مايو 2000–25 أغسطس 200     | 3       | Adaptation of the مانغا شوجو series by كاوري يوكي.                                        |
| Slayers Premium          | Junichi Sato        | 22 ديسمبر 2001                | 1       | The fifth سلايرز film.                                                                    |
| Heart Cocktail Again     | N/A                 | 22 أكتوبر 2003                | 1       | An OVA produced to celebrate the 20th anniversary of Seizō Watase's Heart Cocktail manga. |
| Ghost Talker's Daydream  | Osamu Sekita        | 25 يونيو 2004–23 ديسمبر 2004  | 4       | Adaptation of the شونن by Saki Okuse.                                                     |
| نغم (مانغا)              | Junichi Sato        | 21 سيبتمبر 2007               | 1       |                                                                                           |
| Yotsunoha                | Hiroshi Nishikiori  | 29 فبراير 2008–28 مارس 2008   | 2       | Based on the رواية مرئية developed by Haikuo Soft.                                        |
| Tamayura                 | جونيتشي ساتو        | 26 نوفمبر 2010–23 ديسمبر 2010 | 4       | An original work created by Junichi Sato.                                                 |